# 隴西県
隴西県（ろうせい-けん）は中華人民共和国甘粛省定西市に位置する県。県人民政府の所在地は鞏昌鎮。
隴西はかつては現在の甘粛省天水市に位置していた。河西回廊とシルクロードは必ず隴西を通る。黄土高原の地勢は険要で守りやすく攻めにくいため、古の兵家必争の地の一つとなった。

## 地理
隴西県は東は通渭県、西は渭源県、南は漳県・武山県、北は安定区と隣接する。

## 行政区画
12鎮、5郷を管轄：
- 鎮：鞏昌鎮、文峰鎮、首陽鎮、菜子鎮、福星鎮、通安駅鎮、雲田鎮、碧岩鎮、馬河鎮、柯寨鎮、双泉鎮、権家湾鎮
- 郷：渭陽郷、宏偉郷、和平郷、徳興郷、永吉郷

## 交通

### 鉄道
- 中国鉄路総公司
  - 隴海線

（蘭州方面）- 馬河鎮駅 - 通安駅駅 - 高陽駅 - 大河岔駅 - 雲田郷駅 - 隴西北駅 - 隴西駅 - 土店子駅 -（西安方面）

### 道路
- 高速道路
  - 連霍高速道路
  - S14 隴渭高速道路
- 国道
  - G316国道